# Stor-Finnsjön, Ångermanland
Stor-Finnsjön är en sjö i Sollefteå kommun och Strömsunds kommun i Ångermanland och ingår i Ångermanälvens huvudavrinningsområde. Sjön har en area på 17 kvadratkilometer och ligger 273 meter över havet.

## Delavrinningsområde
Stor-Finnsjön ingår i det delavrinningsområde (705708-151113) som SMHI kallar för Utloppet av Stor-Finnsjön. Medelhöjden är 294 meter över havet och ytan är 51,65 kvadratkilometer. Räknas de 782 avrinningsområdena uppströms in blir den ackumulerade arean 6 773,74 kvadratkilometer. Faxälven som avvattnar avrinningsområdet har biflödesordning 2, vilket innebär att vattnet flödar genom totalt 2 vattendrag innan det når havet efter 144 kilometer. Avrinningsområdet består mestadels av skog (59 procent). Avrinningsområdet har 16,94 kvadratkilometer vattenytor vilket ger det en sjöprocent på 32,8 procent.